# Minegumo (tàu khu trục Nhật)
Minegumo (tiếng Nhật: 峯雲) là một tàu khu trục hạng nhất của Hải quân Đế quốc Nhật Bản thuộc lớp tàu khu trục Asashio bao gồm mười chiếc được chế tạo vào giữa những năm 1930. Minegumo đã tham gia nhiều hoạt động tại Mặt trận Thái Bình Dương trong Chiến tranh Thế giới thứ hai trước khi bị đánh chìm trong Trận chiến eo biển Blackett vào ngày 6 tháng 3 năm 1943.

## Thiết kế và chế tạo
Được chấp thuận cho chế tạo trong khuôn khổ Chương trình Bổ sung Vũ khí Hải quân Nhật Bản thứ hai (Maru-2), những chiếc trong lớp tàu khu trục Asahio có kích thước lớn hơn và nhiều khả năng hơn so với lớp tàu khu trục Shiratsuyu dẫn trước, vì các nhà thiết kế hải quân Nhật Bản không còn bị gò bó trong những giới hạn của Hiệp ước Hải quân London. Những con tàu có kích cỡ tương đương tàu tuần dương hạng nhẹ này được thiết kế để tận dụng ưu thế dẫn đầu của Nhật Bản trong kỹ thuật ngư lôi, để tháp tùng lực lượng tấn công chủ lực của Hạm đội Nhật cũng như để tấn công cả ngày lẫn đêm nhắm vào Hải quân Hoa Kỳ, khi họ băng ngang Thái Bình Dương theo giả định của lý thuyết chiến lược Nhật Bản. Cho dù là một trong những lớp tàu khu trục mạnh mẽ nhất thế giới vào lúc hoàn tất, không có chiếc nào sống sót qua cuộc Chiến tranh Thái Bình Dương.
Minegumo được đặt lườn tại Osaka vào ngày 22 tháng 3 năm 1937, được hạ thủy vào ngày 4 tháng 11 năm 1937 và đưa ra hoạt động vào ngày 30 tháng 4 năm 1938.

## Lịch sử hoạt động
Trong chiến dịch xâm chiếm Philippines, Minegumo đã hộ tống cho các tàu vận tải đổ bộ lên thành phố Vigan, phía Tây Bắc Luzon, vào ngày 11 tháng 12 năm 1941. Đến ngày 21 tháng 1 năm 1942, nó hỗ trợ cho cuộc đổ bộ lên Tarakan, Borneo; và đã có mặt trong Trận chiến biển Java ngày 27 tháng 2 năm 1942, và bị hư hại nhẹ do hỏa lực pháo.
Đến tháng 3 năm 1942, Minegumo tham gia các hoạt động tại đảo Christmas; và nằm trong thành phần Lực lượng Bảo vệ của Phó Đô đốc Nobutake Kondo tham gia trận Midway vào tháng 6 năm 1942. Nó cũng tham gia hỗ trợ trong Trận chiến Đông Solomons vào tháng 8 năm 1942, và bị hư hại nặng do không kích của máy bay đối phương ở cách 150 dặm (240 km) ngoài khơi Guadalcanal vào ngày 5 tháng 10 năm 1942.
Vào ngày 5 tháng 3 năm 1943, Minegumo cùng tàu khu trục Murasame được tin là đã đánh chìm tàu ngầm Mỹ Grampus. Đêm hôm đó, vào khoảng 01 giờ 00, Murasame và Minegumo bị Lực lượng Đặc nhiệm 68 Mỹ phát hiện ngoài khơi Vila, sau khi chuyển giao hàng tiếp liệu cho lực lượng Nhật Bản trú đóng tại đây. Cả hai chiếc đều bị đánh chìm trong trận chiến diễn ra sau đó, được biết đến như là Trận chiến eo biển Blackett, ở tọa độ 08°01′N 157°14′Đ / 8,017°N 157,233°Đ..
Minegumo được rút khỏi danh sách Đăng bạ Hải quân vào ngày 1 tháng 4 năm 1943.